# Kate Dickie
Kate Dickie (ur. 4 lipca 1971 w East Kilbride) – szkocka aktorka, która wystąpiła m.in. w serialach Gra o tron i  Filary Ziemi.

## Filmografia

### Filmy
| Rok  | Tytuł                                   | Rola                          | Uwagi           |
| ---- | --------------------------------------- | ----------------------------- | --------------- |
| 2003 | Room for the Night                      | Prostytutka                   | krótkometrażowy |
| 2005 | Who Do You Love?                        | Mama                          | krótkometrażowy |
| 2006 | Accidents                               | Mama                          | krótkometrażowy |
| 2006 | Red Road                                | Jackie                        |                 |
| 2006 | The Harvest                             | Emma Bovey                    | krótkometrażowy |
| 2008 | Chłopaki z Somers Town                  | Jane                          |                 |
| 2008 | Summer                                  | Janice                        |                 |
| 2008 | Trace                                   | Karen                         | krótkometrażowy |
| 2008 | Pussyfooting                            | Joan                          | krótkometrażowy |
| 2009 | Believe                                 | Janice                        |                 |
| 2010 | Outcast                                 | Mary                          |                 |
| 2010 | Native Son                              | Policewoman                   | krótkometrażowy |
| 2010 | Donkeys                                 | Jackie                        |                 |
| 2012 | Prometeusz                              | Ford                          |                 |
| 2012 | Shell                                   | Claire                        |                 |
| 2013 | Brud                                    | Chrissie                      |                 |
| 2013 | Not Another Happy Ending                | Anna le Fevre                 |                 |
| 2013 | Za tych, co na morzu                    | Cathy                         |                 |
| 2014 | Soror                                   | Amanda                        | krótkometrażowy |
| 2014 | Catch Me Daddy                          |                               |                 |
| 2015 | Czarownica: Bajka ludowa z Nowej Anglii | Katherine                     |                 |
| 2015 | Couple in a Hole                        | Karen                         |                 |
| 2015 | Gracie                                  | Mary                          | krótkometrażowy |
| 2016 | Stan niebłogosławiony                   | Ella                          |                 |
| 2017 | Gwiezdne wojny: Ostatni Jedi            | żołnierz Najwyższego Porządku | cameo           |
| 2018 | Tell It to the Bees                     | Pam Kranmer                   |                 |
| 2019 | Boyz in the Wood                        | Morag                         |                 |
| 2019 | Balance, Not Symmetry                   | Mary Walker                   |                 |
| 2019 | Our Ladies                              | Sister Condron                |                 |
| 2020 | Wildfire                                | Veronica                      |                 |
| 2021 | Zielony Rycerz. Green Knight            | królowa Ginewra               |                 |
| 2021 | Shepherd                                | Fisher                        |                 |
| 2022 | Wiking                                  | Halldora                      |                 |
| 2022 | Sorority                                | Val                           |                 |
| 2022 | Raven's Hollow                          | Elizabet Ingram               |                 |
| 2022 | Przegonić demony                        | Celia                         |                 |

### Telewizja
| Rok        | Tytuł                       | Rola                | Uwagi                    |
| ---------- | --------------------------- | ------------------- | ------------------------ |
| 1994       | Rab C. Nesbitt              | dziewczyna          | 1 odcinek                |
| 2000–01    | Tinsel Town                 | Lex                 |                          |
| 2003       | The Vice                    | Beverly             | 1 odc.                   |
| 2003, 2007 | Taggart                     |                     | 2 odc.                   |
| 2004       | Still Game                  | ciężarna dziewczyna | 1 odc.                   |
| 2008       | He Kills Coppers            | Janis               |                          |
| 2010       | Five Daughters              | Isabella Clennell   | 1 odc.                   |
| 2010       | Dive                        | Alison              | 2 odc.                   |
| 2010       | Filary Ziemi                | Agnes Builder       |                          |
| 2011, 2014 | Gra o tron                  | Lysa Arryn          | 5 odc.                   |
| 2012       | Nowe triki                  | Fiona MacDougall    | 1 odc.                   |
| 2013       | By Any Means                | Patricia Brooks     | 1 odc.                   |
| 2015       | London Spy                  | Editor              | 1 odc.                   |
| 2015       | The Frankenstein Chronicles | pani Bishop         |                          |
| 2016       | One of Us                   | Sal                 | 4 odc.                   |
| 2017       | Vera                        | Nell Hinkin         | 1 odc.                   |
| 2018       | Płacz                       | Morven Davis        | miniserial               |
| 2019       | Shetland                    | DI Sam Boyd         | 1 odc.                   |
| 2019       | Peaky Blinders              | Matka przełożona    | 1 odc.                   |
| 2019       | Temple                      | Eleanor             | 2 odc.                   |
| 2020       | The Nest                    | det. McCelland      | 3 odc.                   |
| 2020       | Angielska gra               | Aileen Suter        | 3 odc.                   |
| 2020       | Mały topór                  | panna Gill          | antologia, cz. Education |
| 2021       | Obóz na wyspie              | prof. Elliot (głos) | 1 odc.                   |
| 2022       | Inside Man                  | Morag               | miniserial, 3 odc.       |